# Brożec (Strzelin)

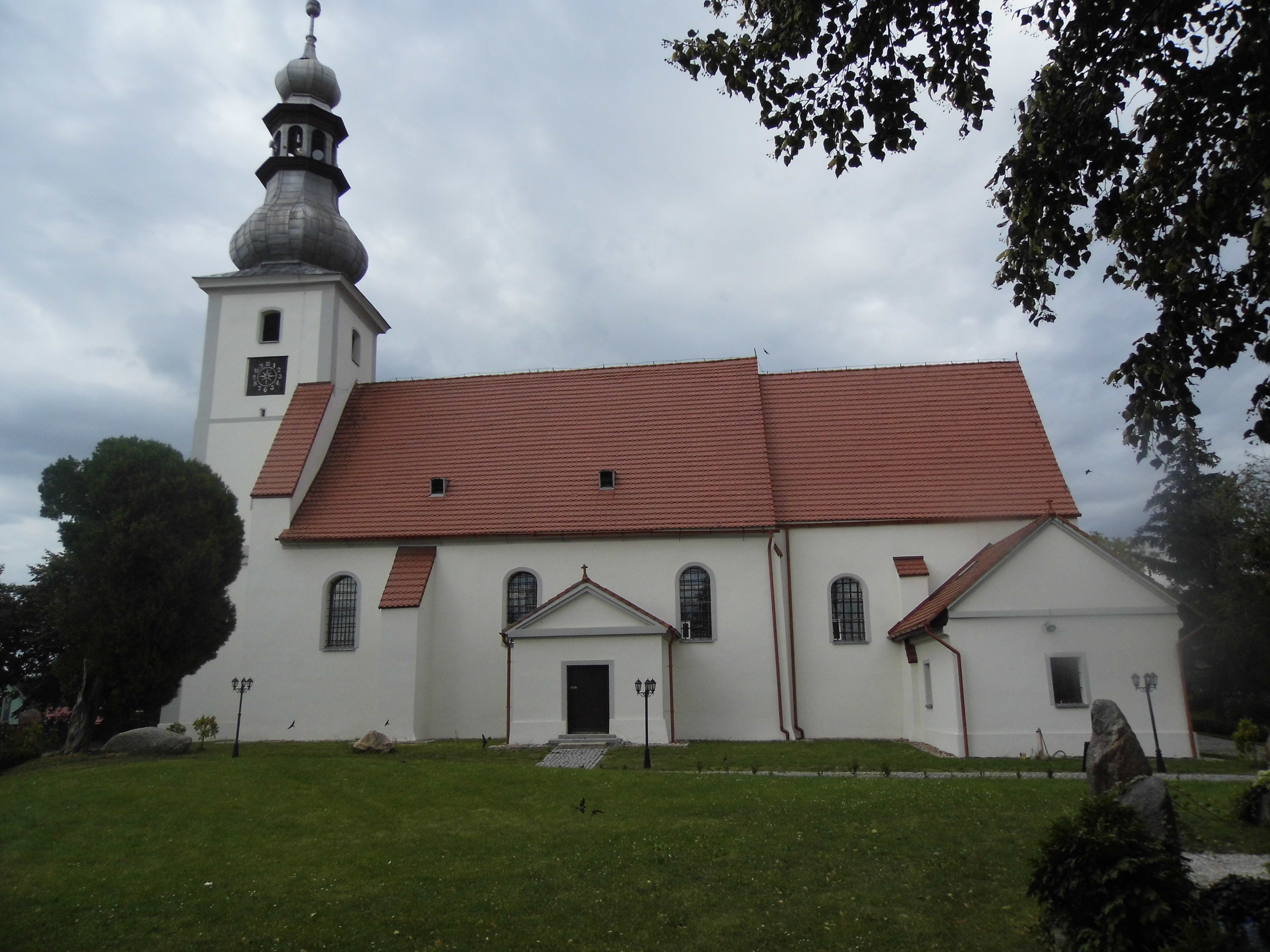
Kirche St. Jakob

Brożec (deutsch Brosewitz, auch Brose) ist ein Ort in der Stadt- und Landgemeinde Strzelin (Strehlen) im Powiat Strzeliński der Woiwodschaft Niederschlesien in Polen.

## Geschichte
Erstmals urkundlich erwähnt wurde „Brosicz“ im Jahre 1288. 1315 ist es in der Schreibweise „Brosecz“ belegt. Es gehörte zunächst zum Herzogtum Breslau und gelangte bei dessen Teilung im Jahre 1311 an das Herzogtum Brieg. Nach dem Tod des Herzogs Georg Wilhelm I. 1675 fiel es mit dem Herzogtum Brieg als erledigtes Lehen durch Heimfall an die Krone Böhmen zurück. Grundherr war bis zur Säkularisation 1810 die Johanniterkommende Klein Oels in Klein Öls.
Nach dem Ersten Schlesischen Krieg gelangte Brosewitz mit dem größten Teil Schlesiens an Preußen. Die vormaligen Verwaltungsstrukturen wurden aufgelöst und Brosewitz in den Landkreis Ohlau eingegliedert. Seit 1814 gehörte das Gut zum Familienfideikommiss Klein Öls der Grafen Yorck von Wartenburg. 1845 zählte das Dorf in Besitz des Grafen Ludwig Yorck von Wartenburg 90 Häuser, eine Freischoltisei, 570 überwiegend katholische Einwohner (18 evangelisch), evangelische Kirche zu Gaulau der Pfarrei Weigwitz, eine katholische Pfarrkirche mit einer Hufe Widum, eingepfarrt: Graduschwitz, Lorzendorf, Birkkretscham, Glambach, Krippitz, Ultsche, Plohe, Maßwitz und Tschanschwitz, eine katholische Schule mit einem Lehrer und einem Hilfslehrer, eine Windmühle, neun Handwerker, 14 Händler. Im Ort wurde Tabak- und Leinenanbau sowie Bienenzucht betrieben. Seit 1874 gehörte Brosewitz zum Amtsbezirk Lorzendorf. Nach der Auflösung des Landkreises Ohlau wurde Brosewitz 1932 dem Kreis Strehlen eingegliedert, mit dem es bis Kriegsende 1945 verbunden blieb. 
Als Folge des Zweiten Weltkriegs fiel Brosewitz mit dem größten Teil Schlesiens 1945 an Polen. Nachfolgend wurde es in Brożec umbenannt. Die deutsche Bevölkerung wurde – soweit sie nicht vorher geflohen war – vertrieben. Die neu angesiedelten Bewohner waren teilweise Zwangsumgesiedelte aus Ostpolen, das an die Sowjetunion gefallen war.  

## Sehenswürdigkeiten
- Römisch-katholische Pfarrkirche St. Jakob
- Schloss Brosewitz, hervorgegangen aus einer Erbscholtisei[3].